# II. Jakab nápolyi király
II. Jakab (1370 – Besançon, 1438. szeptember 24.), franciául: Jacques II de Bourbon, occitánul: Jaume II de Borbon, olaszul: Giacomo II di Borbone, la Marche és Castres grófja, II. Johanna nápolyi királynő második férje. E második házassága révén Taranto hercege és nápolyi (szicíliai) király. Languedoc tartomány kormányzója 1424-ben. Bourbon Sarolta ciprusi királyné bátyja és első házassága folytán I. (Évreux-i) Blanka navarrai királynő sógora. Jakab a második felesége, II. Johanna nápolyi királynő révén és az Anjouk örököseként viselte a Magyarország királya címet, amely igény a címerében is szerepel.

## Élete

Jakab király címere

Édesapja I. (Bourbon) János, La Marche grófja, édesanyja I. Katalin, Vendôme és Castres grófnője.
Jakab volt szülei legidősebb gyermeke a nyolc közül. Jakab legkisebb testvére, Sarolta 1411-től ciprusi királyné lett. Jakab az apja halála után, 1393-ban örökölte meg a La Marche-i Grófságot. Első felesége Navarrai Beatrix, III. Károly navarrai király és Kasztíliai Eleonóra lánya, valamint I. Blanka navarrai királynő húga volt. Vele 1406. szeptember 14-én Pamplonában házasodtak össze. Három leánygyermekük született.
A navarrai infánsnő halála után özveggyé vált Jakabot szemelték ki az 1414-ben az öccse, I. (Durazzói) László halálával nápolyi királynővé vált szintén özvegy, de még gyermektelen, II. Johanna férjének, akivel 1415. augusztus 10-én Nápolyban házasodtak össze. Johanna hozományaként Jakab megkapta a Tarantói Hercegséget. A 42 éves Johanna királynő a gyermekáldásban reménykedett, Jakab viszont a hatalom megszerzésére törekedett. Az újdonsült férj 1415. október 10-én királlyá kiáltatta ki magát, Johannát elzárta a külvilágtól, felesége kegyencét, Pandolfo Alopót pedig kivégeztette. Johanna sógornőjét, László király özvegyét, a fogságban tartott Enghieni Máriát kiszabadította. Johannát azonban a híveinek egy év múlva, 1416 októberében sikerült kiszabadítaniuk, és ekkor Jakab került fogságba. Jakab végül 1420-ban hagyta el a Nápolyi Királyságot, és Itáliában is 1421-ben járt utoljára, ekkor véglegesen visszatért Franciaországba.
Feleségétől hivatalosan nem vált el. Egymástól különéltek, így viszont egyikük sem házasodhatott újra, de Johanna ekkor már 48 éves volt, és a gyermekszülés reményét feladva az örökbefogadással igyekezett megoldani a trónutódlást. Jakab Franciaországban is megtartotta királyi címét, viszont Johanna halála (1435) után minden titulusáról lemondott, és szerzetesnek állt. A La Marche-i Grófságot legidősebb lányára, Eleonórára hagyta. Eleonóra leányától 1437-ben megszületett az első unokája is, Armagnaci Jakab herceg, aki a nevét az anyai nagyapja után kapta, és akit 1477-ben az angolok elleni kémkedés vádjával Párizsban lefejeztek. Jakab, a nagyapa viszont teljes visszavonultságban 1438. szeptember 24-én halt meg Besançonban, és itt is nyugszik.

## Gyermekei
- 1. feleségétől, Évreux-i Beatrix (1388/89–1410) navarrai királyi hercegnőtől (infánsnőtől), 3 leány:
  - Eleonóra (1407–1463), la Marche grófnője, 1461-től Nemours hercegnője, férje Armagnaci Bernát (1400–1462), Nemours hercege, Pardiac grófja, 2 gyermek, többek között:
    - Armagnaci Jakab (1437–1477), Nemours hercege, Castres grófja, felesége Anjou Lujza (1445–1470), Maine grófnője, 6 gyermek

  - Izabella (1408–1445 után) apáca Besançonban
  - Mária (1410–1445 után) apáca Amiens-ben
- 2. feleségétől, II. (Durazzói) Johanna (1373–1435) nápolyi királynőtől, nem születtek gyermekei
- Házasságon kívüli kapcsolatából, 1 fiú:
  - Klaudiusz (Claude d’Aix) szerzetes